# سوزان ديكسون
سوزان ديكسون (بالإنجليزية: Suzanne Dixon)‏ هي باحثة في تاريخ العصور الكلاسيكية أسترالية، ولدت في 9 يوليو 1946.